# Chrysanthemoides
Chrysanthemoides är ett släkte av korgblommiga växter. Chrysanthemoides ingår i familjen korgblommiga växter.
Kladogram enligt Catalogue of Life:
| Chrysanthemoides | \| \| Chrysanthemoides incana \| \| \| \| \| \| Chrysanthemoides monilifera \| \| \| \| |
|                  | \| \| Chrysanthemoides incana \| \| \| \| \| \| Chrysanthemoides monilifera \| \| \| \| |
|                  | Chrysanthemoides incana                                                                 |
|                  |                                                                                         |
|                  | Chrysanthemoides monilifera                                                             |
|                  |                                                                                         |

## Bildgalleri

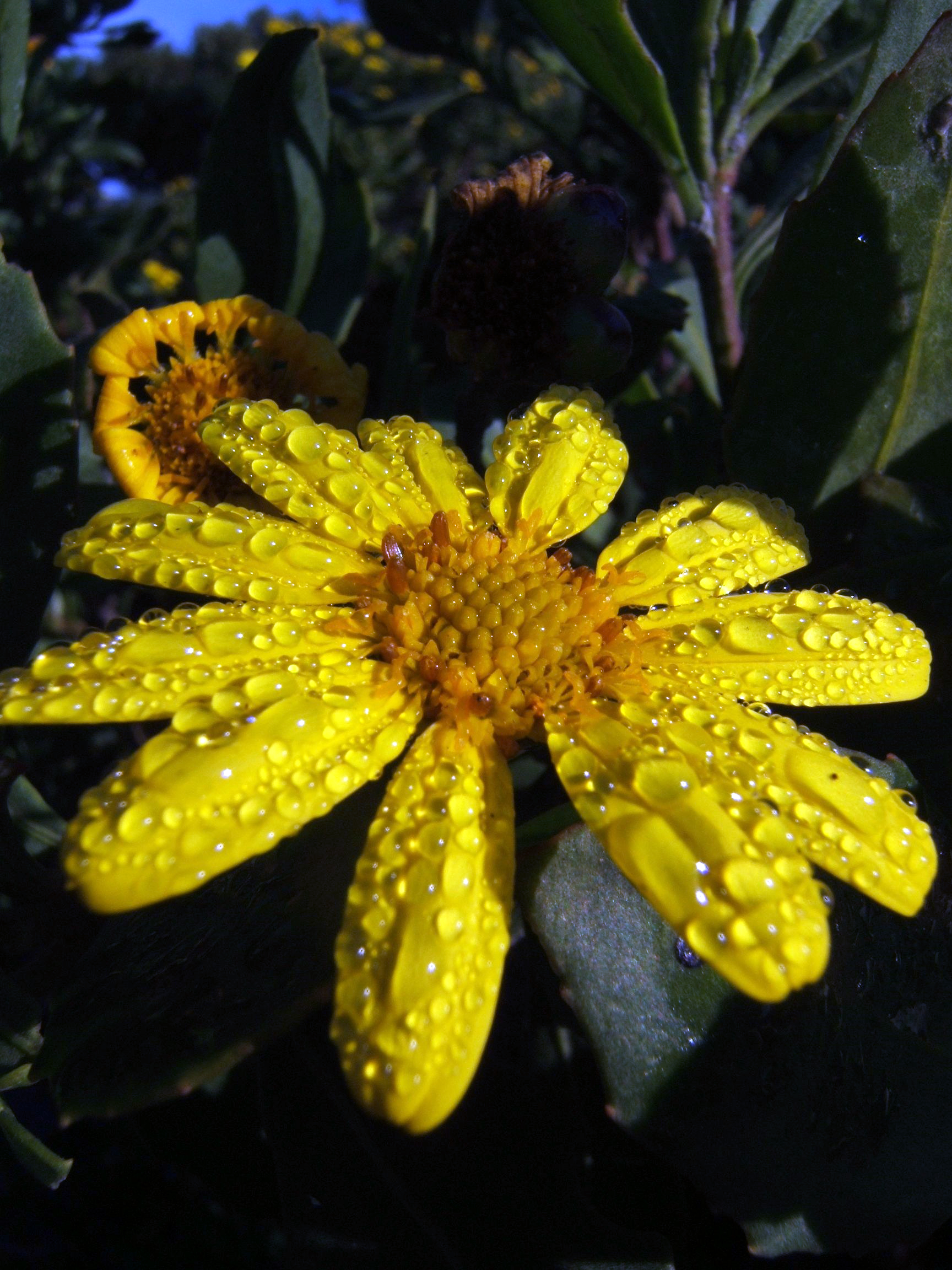